# ثورة الغناء
ثورة الغناء هو الاسم المستخدم للاحتجاجات المطالبة باستقلال دول البلطيق إستونيا، ليتوانيا ولاتفيا عن الاتحاد السوفيتي من سنة 1987 إلى سنة 1991، أطلق اسم هذه الثورة بثورة الغناء عن طريق الناشط والفنان الإستوني هاينز فالك الذي نشر هذا الاسم في يونيو 1988 أثناء الاحتجاجات المرافقة لمهرجان أغنية تالين.

## خلفية
دُمجت دول البلطيق بالكامل ضمن الاتحاد السوفيتي بعد الحرب العالمية الثانية. بدأ الدمج بالاحتلال العسكري في عام 1940 ثم مرة أخرى في عام 1944. رفع ميخائيل غورباتشوف شعار الانفتاح وإعادة الهيكلة في عام 1985 على أمل تحفيز الاقتصاد السوفيتي المنهار وتشجيع الإنتاج لاسيما في مجال السلع الاستهلاكية وتحرير الأعمال التعاونية من قبضة الدولة وتنمية اقتصاد الخدمات. ألغت سياسة الانفتاح القيود المفروضة على الحريات السياسية في الاتحاد السوفيتي ما أدى إلى اضطرابات داخل الدول غير الروسية المحتلة منذ الأربعينيات.
اعترفت حكومة موسكو بجميع القضايا غير المعترف بها حتى ذلك الوقت والتي ظلت سرية لفترة طويلة، ما خلق نوعًا من عدم الرضا داخل دول البلطيق، وساهم في ذلك أيضًا الحرب في أفغانستان وتداعيات انفجار مفاعل تشيرنوبيل النووي، وتفجرت هذه المطالب بقوة وعلانية في دول البلطيق. كان الأستونيون قلقين بشأن التهديد الديموغرافي لهويتهم الوطنية الناجم عن تدفق أفراد من مجموعات عرقية أجنبية للعمل في مشاريع التنمية السوفيتية الكبيرة مثل تعدين الفوسفات، وساهم التواصل مع مجتمعات المهاجرين الغربيين في الخارج والعلاقات غير الرسمية مع فنلندا والوصول إلى التلفزيون الفنلندي الذي يعرض أسلوب الحياة الغربي إلى استياء واسع النطاق من النظام السوفيتي وحرض على قيام مظاهرات جماهيرية حاشدة.
بدأت المظاهرات الحاشدة ضد النظام السوفيتي بعد أن فشل تحرير النظام على نطاق واسع في مراعاة الحساسيات الوطنية. كانت موسكو تأمل أن تظل الدول غير الروسية مندمجة داخل الاتحاد السوفيتي على الرغم من إزالة القيود المفروضة على حرية التعبير والرموز الوطنية، ومع ذلك تدهور الوضع بسرعة لدرجة أنه بحلول عام 1989 ظهرت حملات تهدف إلى تحرير تلك الشعوب من قبضة الاتحاد السوفيتي.

## أستونيا
أظهرت عدة تقارير في فبراير 1987 أن خطة الحكومة السوفيتية للتنقيب عن الفوسفات في أستونيا ستؤدي لعواقب كارثية محتملة على البيئة والمجتمع، وبدأت حملة بيئية مناهضة للتنقيب عن الفوسفات.
عُرضت سلسلة «الأغاني الوطنية الخمسة» لألو ماتيسن لأول مرة في مهرجان تارتو بوب في مايو 1988، وفي يونيو أقيم مهرجان المدينة القديمة في تالين وبعد الافتتاح الرسمي للمهرجان بدأ المشاركون بغناء الأغاني الوطنية بشكل جماعي وعفوي. امتد طريق البلطيق - سلسلة بشرية من مليوني شخص - من تالين إلى فيلنيوس في 23 أغسطس 1989، وعرضت «الأغاني الوطنية الخمسة» لماتيسن مرة أخرى في مهرجان روك سمر في تالين الذي أقيم في 26-28 أغسطس 1988. أقيم مهرجان «أغاني أستونيا» في 11 سبتمبر من نفس العام.
استمرت ثورة الغناء لمدة أربع سنوات وشملت أنواعاً مختلفة من الاحتجاجات وطرق التحدي للحكومة السوفيتية، وفي عام 1991 حاولت الدبابات السوفيتية التدخل للحد من مسيرة الاستقلال، فأعلن مجلس السوفيات الأعلى لأستونيا مع كونغرس أستونيا استقلال دولة أستونيا والتخلي عن جميع التشريعات والقوانين السوفيتية. صنعت الجماهير دروعًا بشرية لحماية محطات الإذاعة والتلفزيون من الدبابات السوفيتية، وعن طريق هذه الأعمال استعادت أستونيا استقلالها دون إراقة دماء.
أعلن استقلال أستونيا في وقت متأخر من مساء يوم 20 أغسطس 1991 وذلك بعد التوصل إلى اتفاق بين مختلف الأحزاب السياسية، وفي صباح اليوم التالي حاولت القوات السوفيتية اقتحام مقر تلفزيون تالين لكنها لم تنجح، وفشلت أيضاً محاولة الانقلاب التي قام بها المتشددون الشيوعيون بفضل المظاهرات الحاشدة المؤيدة للديمقراطية في موسكو بقيادة بوريس يلتسين، وفي يوم 22 أغسطس 1991 أصبحت آيسلندا أول دولة تعترف باستقلال أستونيا عن الاتحاد السوفيتي.